# ペリヤサミ・チャンドラセカラン

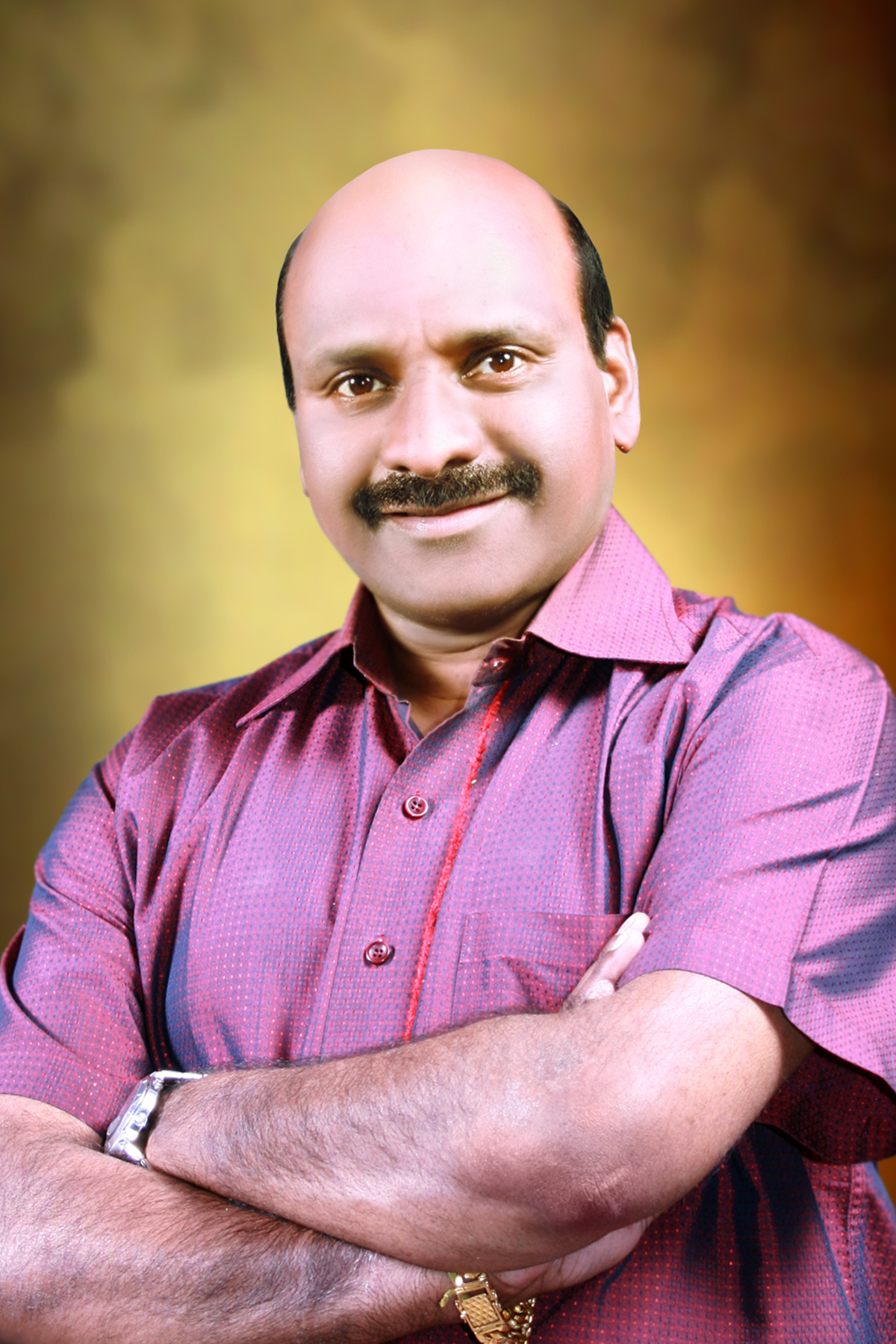
ペリヤサミ・チャンドラセカラン

ペリヤサミ・チャンドラセカラン（タミル語: பெரியசாமி சந்திரசேகரன்、英語: Periyasamy Chandrasekaran、1957年4月16日 - 2010年1月1日）は、スリランカのタラワケレ出身の政治家。国会議員を務めていた。中部州ハットンのハイランド・カレッジ卒。
1982年に中部州のリンダラより立候補して当選するものの、1993年テロ防止法によって逮捕された。1994年には同年に国会に立候補した者たちと高地人民戦線 (UPF) を結成した。2001年には設備・開発大臣にラニル・ウィクラマシンハのもと任命された。
2010年1月1日、心臓発作にてコロンボで亡くなった。52歳。